# Mario Pescante
Mario Pescante (Avezzano, 7 de julho de 1938) é um político e dirigente esportivo da Itália. Atualmente ocupa o cargo de deputado na Câmara dos Deputados da Itália e é membro do Comitê Olímpico Internacional desde 1994, órgão do qual é vice-presidente.